# Hjörleifr Hróðmarsson
Hjörleifr Hróðmarsson (en islandais moderne Hjörleifur Hróðmarsson), né Leifr Hróðmarsson, est un explorateur norvégien viking, qui aurait été, selon le Landnámabók, le premier Scandinave à s'installer définitivement en Islande, vers l'an 874, avec son beau-frère Ingólfr Arnarson. Après une affaire difficile avec le jarl Atli, les deux compagnons d'armes prirent la route de l'Islande pour un premier voyage de reconnaissance. Quelque temps plus tard, ils partirent pour un second voyage au cours duquel ils s'établirent définitivement en Islande. Hjörleifr, qui avait accosté avec ses esclaves irlandais à Hjörleifshöfði, fut tué par ces derniers, eux-mêmes tués par Ingólfr qui voulait venger son beau-frère.

## Biographie

### Famille
Selon le Landnámabók, Leifr Hróðmarsson et Ingólfr Arnarson sont cousins au second degré, et sont les arrière-petits-fils d'un héros semi-légendaire nommé Hrómundr Gripsson, dont les exploits sont racontés par la Saga de Hrómundr Gripsson. Ingólfr avait une sœur nommé Helga.

### Vie en Norvège
Selon la légende, Leifr et Ingólfr avaient constitué une société de piraterie avec les fils d'Atli, un jarl de Gaular (ouest de la Norvège). Hjörleifr s'y était fait remarquer des autres car il y avait été admis à 18 ans au lieu de 20, âge minimal, en raison de sa force. Un jour, le plus jeune des fils d'Atli, Holmstein, vut Helga, la sœur d'Ingólfr, dont il tomba amoureux, mais Leifr, qui était fiancé avec elle, brisa la confrérie en repoussant les avances du fils d'Atli. Les fils d'Atli voulurent se venger, mais la flotte menée par Ingólfr et Leifr était plus puissante et les deux plus jeunes fils d'Atli (Herstein et Holmstein) furent tués,. Ingólfr et Leifr virent alors leurs biens confisqués par Atli et son seul fils survivant Hastein et furent contraints de quitter la Norvège,.

### Premier voyage en Islande
Contraints de s'exiler vers une nouvelle terre, Leifr et Ingólfr décidèrent de rejoindre l'île que Flóki Vilgerðarson avait nommée Ísland (littéralement le « pays de glace », l'Islande). Après y avoir passé un hiver, vraisemblablement dans le sud du pays, ils retournèrent en Norvège pour préparer leur voyage définitif. Tandis qu'Ingólfr rentra directement en Norvège pour préparer le voyage, Leifr partit en Irlande pour s'approvisionner en vivres et en esclaves. Selon la légende, c'est à cette occasion qu'il prend son surnom d'Hjörleifr, (hjor- désignant une épée) après avoir tué un homme qui s'était réfugié dans une cabane avec une épée. Après avoir terminé son approvisionnement, Hjörleifr rejoignit Ingólfr en Norvège pour le voyage définitif.

### Second voyage en Islande

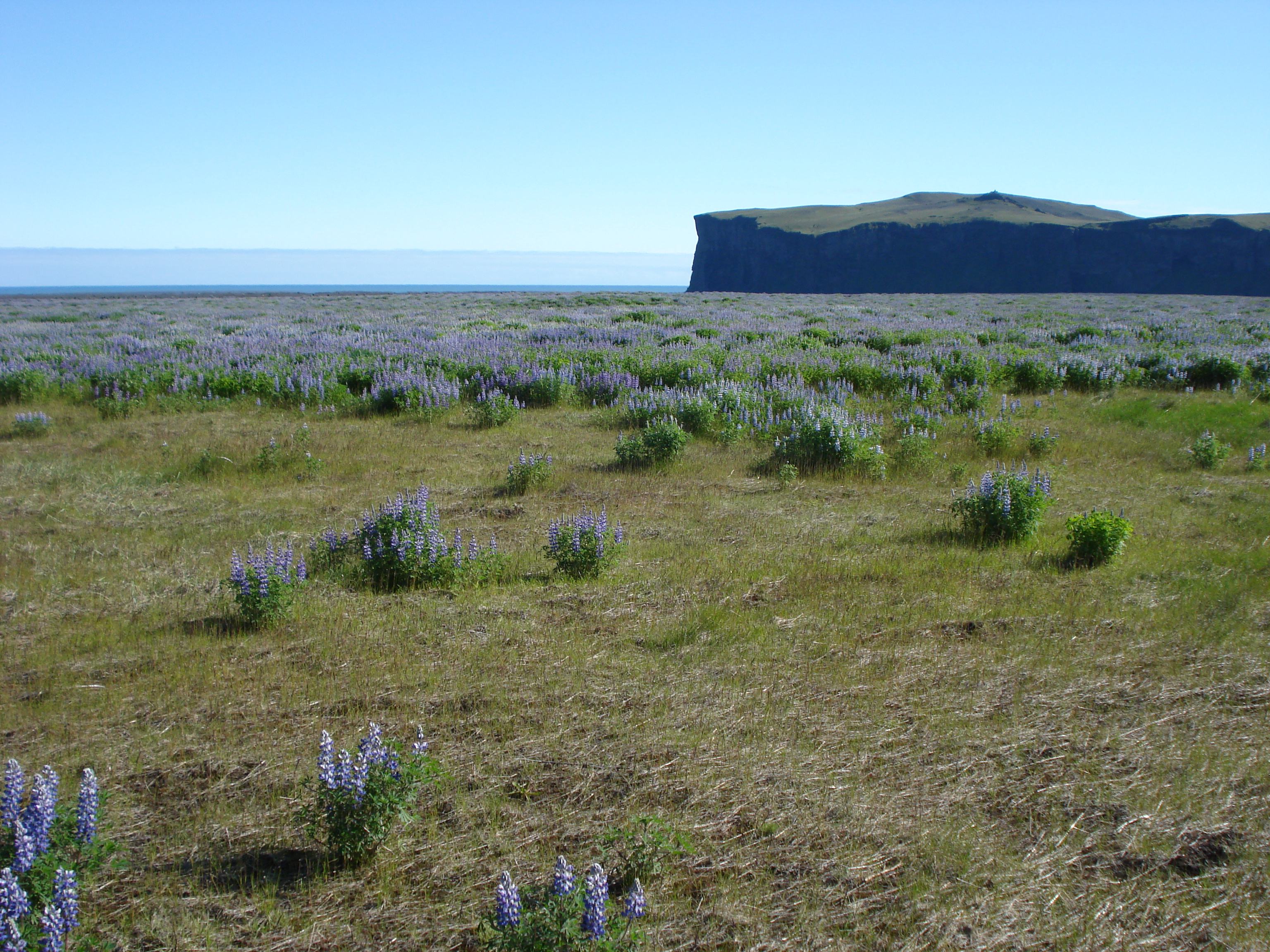
Le Hjörleifshöfði et ses falaises dominant le Mýrdalssandur.

La légende raconte qu'avant le départ, contrairement à Ingólfr qui a tenu à rendre hommage aux dieux et a fait un sacrifice qui lui indiqua qu'il lui fallait prendre la route de l'Islande, Hjörleifr refusa de participer lui-même à ces cérémonies. Les deux explorateurs partirent en même temps et naviguèrent ensemble, mais furent séparés alors qu'ils approchaient de leur destination. Conformément à ses superstitions, Ingólfr jeta par-dessus bord les öndvegissúlur (les piliers de son haut-siège), et jura d'établir son logement là où elles aborderaient. Comme il les perdit de vue, il accosta sur un promontoire du sud-est de l'Islande, nommé encore aujourd'hui Ingólfshöfði (littéralement « la résidence d'Ingólfr »). Hjörleifr accosta lui à Hjörleifshöfði (« la résidence d'Hjörleifr »).
Après un hiver passé à Hjörleifshöfði, au printemps, Hjörleifr voulut atteler ses esclaves irlandais à sa charrue. Ceux-ci se rebellèrent et tuèrent Hjörleifr. Craignant d'être découverts par Ingólfr, ils se refugièrent sur un groupe d'îles situées au sud du pays. Mais les esclaves d'Ingólfr, partis à la recherche des piliers du haut-siège, trouvèrent le corps d'Hjörleifr et Ingólfr, apprenant la nouvelle, décida de venger son compagnon d'armes. Selon la légende, en voyant Hjörleifr gisant sur le sol, il se serait exclamé : « C'est une triste fin pour un guerrier, d'être tué par des esclaves ; mais par expérience, cela se passe toujours ainsi quand on ne veut pas faire de sacrifice. ». Ingólfr, apercevant l'archipel où s'étaient réfugiés les esclaves, comprit qu'il les y trouverait, partit à leur poursuite et les tua. Il leur donna de Vestmannaeyjar, ou îles Vestmann, vestmann (« homme de l'ouest » en islandais) étant le nom que donnaient les Scandinaves aux Irlandais. Après cet épisode, les esclaves d'Ingólfr retrouvèrent enfin les piliers du haut-siège, et Ingólfr s'établit à l'emplacement de la future Reykjavik, aujourd'hui capitale de l'Islande, marquant le début de la colonisation de l'Islande.